# Hans Burkardt

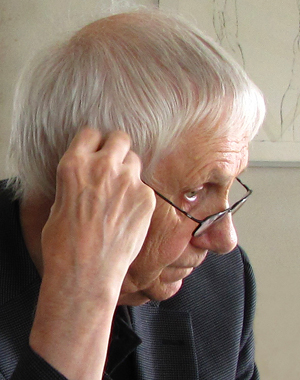
Porträt (2011)

Hans Burkardt (* 25. Mai 1930 in Stuttgart; † 7. September 2017 in Isernhagen) war ein deutscher Grafikdesigner, Hochschullehrer und Kalligraph.

## Leben
Hans Burkardt wurde als erstes von drei Kindern von Karl und Katharina Burkardt, geb. Schilger, geboren. Von 1951 bis 1956 studierte er an der Staatlichen Akademie der bildenden Künste in Karlsruhe, übernahm dort einen Lehrauftrag für Grundlagen der Gestaltung und Schriftgraphik und publizierte 1956 im Otto Maier Verlag Ravensburg Schriftkurse in Buchform und Einzelmappen zur Schriftentwicklung mit Anwendungsbeispielen. Freiberuflich arbeitete er als Graphikdesigner. Zum Wintersemester 1959/1960 wurde er an die Werkkunstschule Hannover für die Fächer Schriftgraphik und Angewandte Graphik berufen. Neben der Hochschularbeit engagierte er sich für die Landesgruppe Niedersachsen und Bremen des Deutschen Werkbundes, deren Vorsitzender er von 1970 bis 1975 war.
1968 wurde Hans Burkardt Leiter der Abteilung Graphik-Design der Werkkunstschule Hannover, die 1971 in die Fachhochschule Hannover übergeleitet wurde. Er wurde Fachbereichsleiter, 1973 wurde er zum Professor ernannt, leitete von 1973 bis 1979 als Dekan den Fachbereich Kunst und Design der Fachhochschule Hannover und erarbeitete Konzepte zur Eingliederung der Fachbereiche für Gestaltung in den Hochschulbereich. Von 1981 bis 1986 war er Rektor der Fachhochschule Hannover. Bei den Überlegungen zur Standortbestimmung der Fachhochschulen im Wissenschaftsbetrieb und zu ihrer Weiterentwicklung betonte er die Verbindung von „praktischer Kreativität und theoretischer Fundierung“ (1986).
Diese Verbindung verwirklichte Hans Burkardt auch in seinen eigenen Arbeiten: Er beobachtete und analysierte die Kunsttendenzen seiner Zeit („Zum Prinzip des Seriellen“, 2004) und er realisierte eigenverantwortlich oder in Zusammenarbeit mit Kollegen Ausstellungen; zahlreiche Einrichtungen verdanken Hans Burkardt ihr visuelles Erscheinungsbild und ihre Logos, die er alleine oder in Zusammenarbeit mit Studierenden entworfen hat. Daneben entstand ein umfangreiches Œuvre an kalligraphischen Arbeiten, die in mehreren Ausstellungen und Publikationen bekannt gemacht wurden.

## Galerie

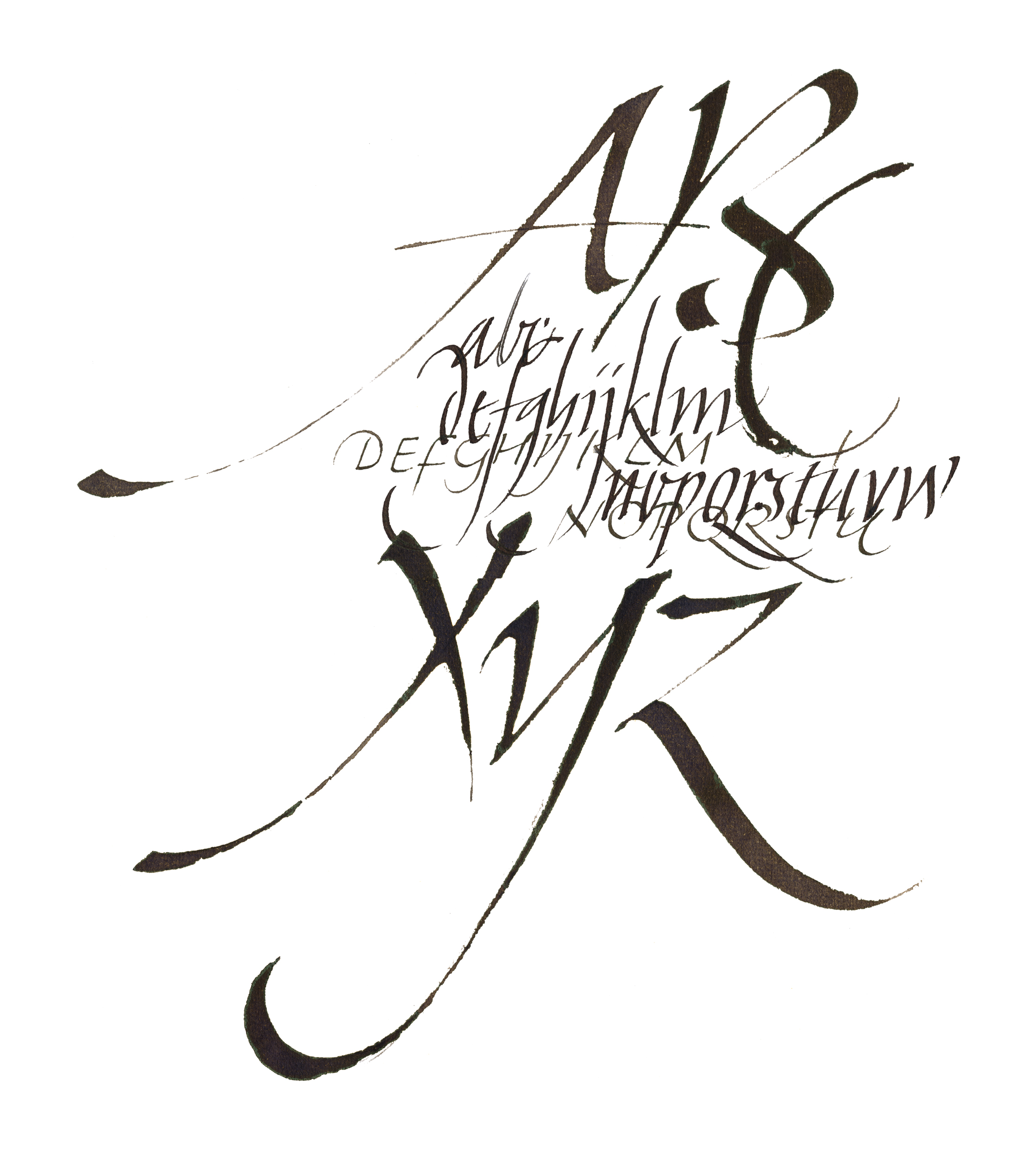
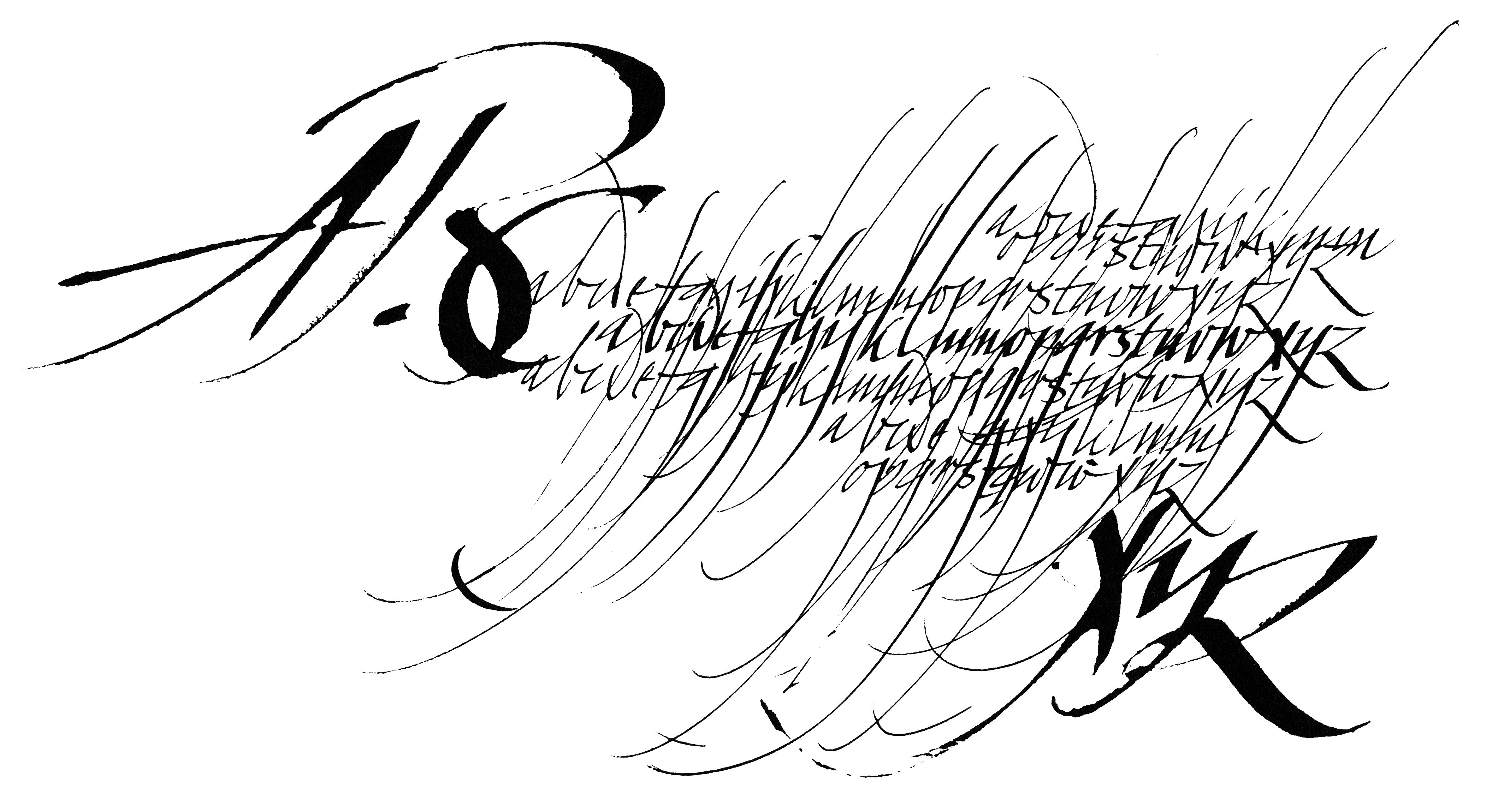
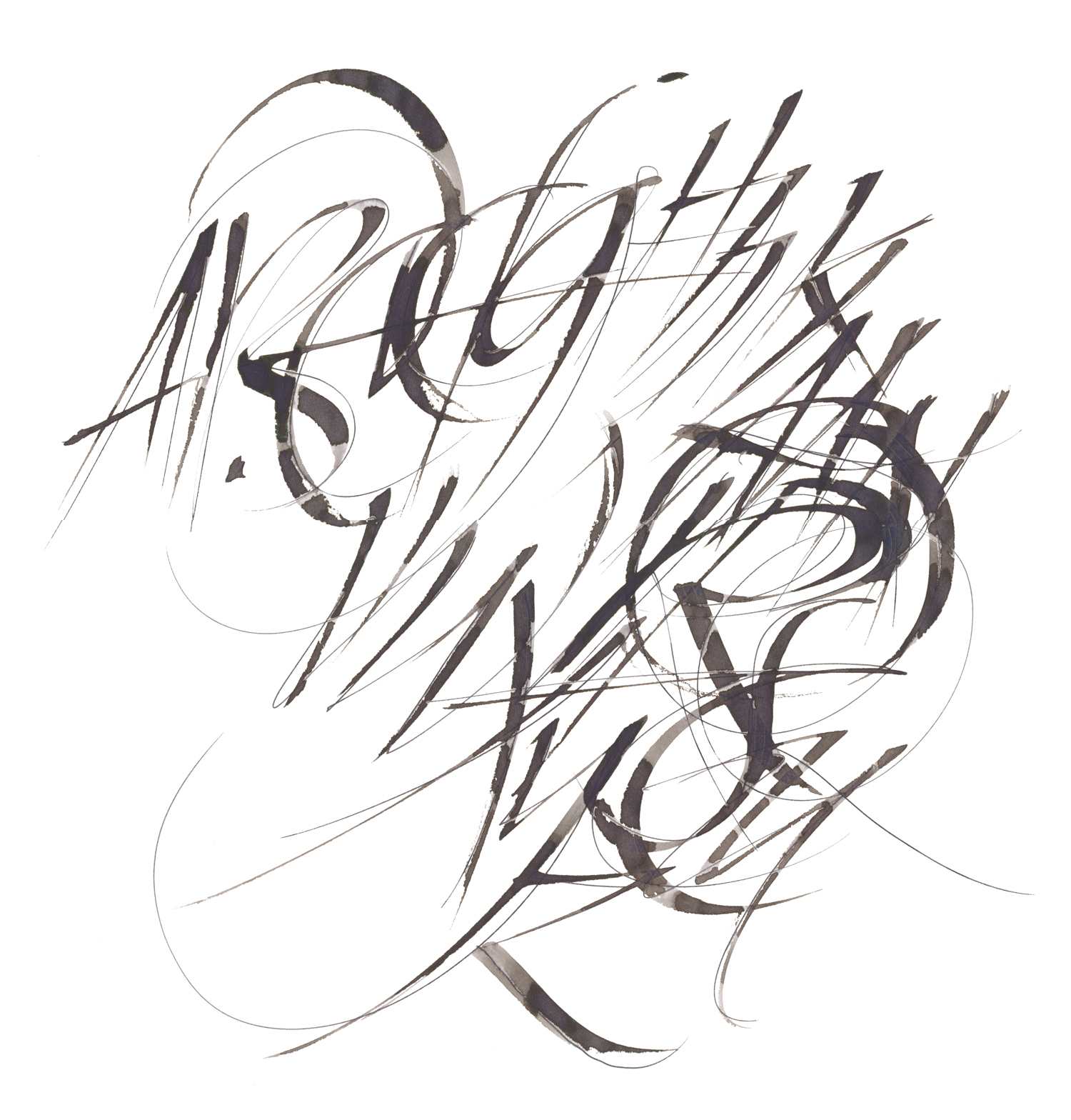

## Auszeichnungen
- 1996: Verdienstkreuz am Bande des Niedersächsischen Verdienstordens
- 2000: Ehrensenator der Fachhochschule Hannover"http://www.fh-hannover.de/fileadmin/media/doc/pp/neu-Honorarprofessoren_2012.pdf"

## Ausstellungen eigener kalligraphischer Arbeiten
- 1984: „Alphabete und kalligraphische Skizzen“, Ausstellung im Klingspor-Museum für internationale Schriftkunst, Offenbach am Main; Übernahme dieser Ausstellung durch die Hochschule für Musik und Theater, Hannover.
- 1990: Ausstellung kalligraphischer Arbeiten mit Studierenden am Deutschen Forschungszentrum für künstliche Intelligenz an der Universität Saarbrücken.
- 2000: „Kalligraphie“ im Chinesischen Zentrum Hannover.
- 2006: „Kalligraphie“ in der Galerie der Hochschule Neubrandenburg
- 2014: „Kalligraphie als gelenkter Zufall“ in der 'galerie villa sprengel', Hannover
- 2017: "Schriftenlese" (zusammen mit Andreas Spengler) in der Gottfried Wilhelm Leibniz Bibliothek Hannover

## Von Hans Burkardt eigenverantwortlich oder in Zusammenarbeit realisierte Ausstellungen
- 1961: Mitarbeit an der Ausstellung des Werkbundes „Gestaltete Umwelt“ in der Orangerie Hannover-Herrenhausen; Gestaltung des Katalogs.
- 1963: Werkbundausstellung „Glas und Bauen“ in Zusammenarbeit mit Stefan Schwerdtfeger in der Orangerie Herrenhausen; Konzeption und Gestaltung des Katalogs.
- 1965: Ausstellungs-Konzeptionen und -Realisierung in Zusammenarbeit mit Berthold Becker.
- 1966: Konzeption und Gestaltung der Ausstellung „300 Jahre Herrenhausen“ in Zusammenarbeit mit Stefan Schwerdtfeger; Entwurf und Realisierung von Katalog und Plakat.
- Ausstellung „Ornament ohne Ornament“ in Kooperation mit der Kunstgewerbeschule Zürich, in Zusammenarbeit mit Berthold Becker.
- 1970: Ausstellung „Produkt-Design und Graphik-Design“; Präsentation von Studienkonzepten und Studienergebnissen der Werkkunstschule, in Zusammenarbeit mit Berthold Becker; diese Ausstellung wurde auch in Stockholm und Oslo gezeigt.
- 1970–1975: Ausstellungen der Werkkunstschule und des Werkbundes.
- 1984: „Standpunkt Kunst – Standort Herrenhausen“; Ausstellung im Kunstverein Hannover und in der Halle der Fachhochschule; Einführung, Kataloggestaltung, Textbeitrag.
- 1991: „Zeittakte 1791 – 1971 – 1991 – Künstlerausbildung in Hannover“; Konzeption, Ausstellung und Kataloggestaltung mit Studierenden, Kolleginnen und Kollegen, Textbeitrag.
- 1996–1998: „Landstände und Landtage“ in der Wandelhalle des Niedersächsischen Landtages; Gestaltung in Zusammenarbeit mit Berthold Becker und Studierenden

## Arbeiten für das visuelle Erscheinungsbild verschiedener Einrichtungen
- 1970: Entwurf des Logos für den Großraum-Verkehr Hannover. Entwicklung und Realisierung des Informationssystems sowie Stationsgestaltungen (mit Klaus Scheelhase und Detlev Draser) für die U-Bahn Hannover.
- 1987: Logo, Visuelles Erscheinungsbild, Plakate aus Anlass des 250-jährigen Jubiläums der Universität Göttingen.
- 1987 und folgende: Kalligraphien und Logo-Entwürfe für die Deutsche Gesellschaft für Ästhetik, für die Hochschule Hannover u. a.
- 1990: Gemeinsam mit Studierenden Logo-Entwürfe für das Europäische Zentrum für jüdische Musik (EZJM).
- 2006: Gestaltung der Gedenktafel „Die Opfer des Nationalsozialismus unter den Parlamentariern aus niedersächsischen Gebieten“ in der Wandelhalle des Niedersächsischen Landtages.
- 2007: Plakat „100 Jahre Deutscher Werkbund“.
- Logo-Entwürfe für die Landeshauptstadt Hannover und die Region Hannover

## Schriften
- „Ravensburger Schriftkurse“ in Buchform und Einzelmappen, Otto Maier Verlag Ravensburg, 1956: Römische Kapitalschrift, Unziale, Halbunziale, Karolingische Minuskel, Renaissance-Antiqua, Klassizistische Antiqua, Englische Schreibschrift, Egyptienne, Grotesk, Textur, Rotunda, Schwabacher, Fraktur – mit Schreibanleitungen zu den jeweiligen Alphabeten und Ziffern
- „Zur Schriftgestaltung“, in: Kaleidoskop 58/59, Ravensburg 1958, S. 46f.
- „Alphabete und kalligraphische Skizzen“. Sonderdruck des Klingspor-Museums für internationale Schriftkunst, Offenbach am Main, 1984
- Alphabetvorlagen und Schreibanleitungen für den Pelikan Calligraphy Pen
- „Praktische Kreativität und theoretische Fundierung“, in: Rolf Hüper und Manfred Gahrens (Hrsg.) „Fachhochschule im Wandel“, 2. Aufl. Hannover 1986, S. 10–16
- „Zum Prinzip des Seriellen“, in: Sabine Meine (Hrsg.) „Reihe und System. Signaturen des 20. Jahrhunderts.“ Hannover 2004, S. 134–152 (Monographien des Instituts für musikpädagogische Forschung der Hochschule für Musik und Theater Hannover.9)
- „Kalligraphie – Der gelenkte Zufall“. Herausgegeben für den Hannoverschen Bibliophilen Abend von Hans-Peter Schramm in Zusammenarbeit mit Wolf-Rüdiger Maurer. Hannover 2012